# Flammulaster siparius
Flammulaster siparius är en svampart som först beskrevs av Elias Fries, och fick sitt nu gällande namn av Roy Watling 1967. Flammulaster siparius ingår i släktet Flammulaster och familjen Inocybaceae.   Inga underarter finns listade i Catalogue of Life.